# آلان بينهيرو
آلان بينهيرو (بالبرتغالية: Alan Pinheiro‏) (13 مايو 1992 في برومادو في البرازيل – )؛ هو لاعب كرة قدم سابق كان يلعب كمهاجم.

## وصلات خارجية
- آلان بينهيرو على موقع رابطة كرة القدم اليابانية للمحترفين (اليابانية)
- آلان بينهيرو على موقع قاعدة بيانات كرة القدم.إي يو (الإنجليزية)
- آلان بينهيرو على موقع Soccerway.com (الإنجليزية)
- آلان بينهيرو على موقع عالم كرة القدم.نت (الإنجليزية)